# 游毓蘭
游毓蘭（1958年2月27日—），舊名葉毓蘭，中華民國政治人物，宜蘭縣人，中國國民黨籍，曾任第十屆立法委員、中央警察大學外事警察系主任、婦女救援基金會董事長等。曾從國民黨退黨，代表新黨參選不分區立委。2019年獲國民黨提名列不分區立委，成功進軍國會。因曾任警大教授，常在警察相關議題新聞上露出。

## 家庭背景
游毓蘭父親為宜蘭人，老家在宜蘭和睦路上，其母親為苗栗大湖客家人，生父游承合自日治時期即任警察巡佐，由於父親輪值的關係，葉毓蘭在宜蘭進士派出所出生，排行家中老么（第六）。年幼時住在新店七張的警察宿舍。
1968年，游毓蘭的生父將她過繼給一位葉姓同事，因此改名為「葉毓蘭」。

## 生平
葉毓蘭1976年自北一女畢業後，進入中央警官學校公共安全學系，1980年警大畢業分發至基層服務。在基層服務三年後，1983年轉任警大校長室機要，後留職停薪，赴美攻取學位。改從事教職工作。
2016年，辭去中國國民黨考紀委員職務及退黨，代表新黨參選全國不分區立法委員第一名候選人，最終因新黨僅獲得4.2%的政黨票、未過5%門檻而落選。2019年11月15日，獲中國國民黨提名2020年不分區立法委員名單，列名第二，最終當選而進軍國會。
2022年9月22日，葉毓蘭在其臉書宣佈完成改名手續，回復其生父的本姓「游」而更名為「游毓蘭」。

## 爭議

### 馬英九母親辭世 學運難辭其咎
2014年5月4日，新黨籌辦「新五四運動」，邀請統促黨總裁「白狼」張安樂、立委蔡正元等人上台，游毓蘭在上台發表演說時提到，馬總統母親秦厚修辭世，學運難辭其咎，若沒有太陽花學運，馬可能有更多時間可以陪伴母親。

### 反對警察組工會
2014年，基層員警及社會人士倡議修法讓警察能籌組工會，爭取改善條件的權益。葉毓蘭對此表示，她同意基層員警的勞動條件不佳，然而根據勞委會的定義——警察並非勞工，因此不能組成工會。她並暗指「警察組工會」議題是被有心人士政治操作。她說她不支持籌組工會，並不影響她捍衛警察、愛護警察的心。

### 楊偉中死得其所
2018年8月，不當黨產處理委員會委員楊偉中出遊太平洋庫克群島，為救划船溺水的女兒，而不幸溺斃。葉毓蘭在臉書PO文發表看法「死得其所，一路好走」，引發網友論戰。

### 陸配攜中國大陸豬肉製品入境被罰不公平
葉毓蘭在臉書為兩名攜帶中國肉類製品入境之中配喊冤，並質疑政府沒有做過足夠的宣導，查驗不夠嚴格，中國FB、Line都不通，無法了解國內措施，並非故意不遵守，對缺乏資訊源的當事人非常不公平，也濫用他們不能得知訊息的脆弱處境，她認為，若要重罰應至少在登機前，由航空公司給予書面警示，若執意夾帶入關再予以重罰。葉毓蘭寫道，將為兩位踩到地雷，攜帶肉品入境而遭到重罰的陸配喊冤，請主責機關考量以下理由，另為適法的處分或減輕罰金。此舉惹來民眾及網友的不滿。引起他人對其專業以及該說詞之質疑。

### 台灣與香港示威活動 支持警察執法之爭議
葉毓蘭多次抨擊台灣示威活動，認為法官是以「羞辱式的判決」摧毀警察在太陽花學運依法執行驅離勤務的正當性。2019年香港爆發的反送中運動有多次警民衝突，其中發生多起有關警方執法的爭議，台灣的部分人士認為香港警察存在執法問題，葉毓蘭認為香港警察表現並沒有錯，引發爭議。

### 陳宜民推撞女警 回應雙重標準
2019年12月，國民黨一眾立委到外交部前抗議卡神案，期間立委陳宜民動手拍掉執勤女警帽子，甚至出手將女警從階梯推下。葉毓蘭在回應此事時與過往支持香港警察執法的立場大相逕庭，她指警察標示不清，要求保六總隊改進，言論引發網友撻伐，之後她更加在留言區回嗆網友「讀懂才來吠」。到後來社會普遍認為葉毓蘭支持港警，卻責難女警是雙重標準，葉才改變說法，認為陳宜民需要道歉。

### 節省軍購改發全民掃把
2019年9月，針對美國擬對台出售108輛M1A2戰車等武器，葉毓蘭表示退休軍公教因年改而失去的退休金，都還不夠買戰車，葉毓蘭認為「626億還不如省下來，全國2300萬人民都發一支掃把」。此話一出，引起網友撻伐。

### 稱警員卡韓上廁所
2019年11月，韓國瑜日前在桃園參加平鎮後援會活動，遭爆料派出所以行政中立為由，不讓韓國瑜上廁所。葉毓蘭據此發文指出：「請不要濫用行政中立，拿這個當成不讓任何政黨候選人到警察廳舍去上廁所(的理由)，你們的書讀到背上去了？」隨後經派出所所長澄清後，葉毓蘭改口呼籲，別拿警察當政爭工具。

### 言論爭議
2019年12月，葉毓蘭替黨內宜蘭縣立委候選人呂國華助選時，表示「弱智的就支持陳歐珀」。陳歐珀則表示，「選舉是台灣人民展現民主的方式，這樣的發言不只是踐踏民主，更是踐踏宜蘭人。」

### 氣炸鍋事件
2020年4月8日上午的立法院會中，葉毓蘭向內政部部長徐國勇自爆，在立法院青島二館嘗試蒸口罩，但因為自己沒有電鍋，所以用氣炸鍋「氣炸了一下」，卻差點引發火警。事後葉毓蘭透過通訊軟體向黨內立委表示，犯錯就是要虛心檢討，再犯錯就會辭職，不會連累國民黨，她受的教育就是會知恥近乎勇。

### 美國總統川普確診COVID-19，葉毓蘭給川普公開信
2020年10月2日下午，美国总统唐納·川普確診COVID-19，葉毓蘭在Facebook用「全英文」寫了一封給川普的公開信，
內容提到「很遺憾川普夫婦確診了，邀請他們坐空軍一號來台北，因為這個『中国病毒』在台灣不會存活，所以他們來這裡檢驗會是陰性。請記得台灣可以幫上忙（Taiwan Can Help）」，
全文如下：
Dear President Trump,
We are sorry to hear that you and the First Lady were tested positive for COVID-19.
Please remember that Taiwan can help. Just fly the Air Force One to Taipei and we will take care of everything. Be sure you will be tested negative for Chinese virus cannot survive here in Taiwan.
Again, Taiwan can help, and we wish you and Mrs Trump get well soon.
Yours truly.
Xxxx

約一小時後，葉毓蘭在臉書刪除給川普的公開信，並發文表示「英文不夠好」讓大家誤解了她推廣台灣防疫的初心。

### 日本提供疫苗爭議
2019冠狀病毒病疫情期間，日本政府於2021年6月4日提供約124萬劑牛津-阿斯利康疫苗（AZ疫苗）予台灣。葉毓蘭後於Facebook發文表示其原以為會將3,000萬劑全數轉予台灣，並至少提供311萬劑。該言論隨後於網際網路上引發爭議。
葉毓蘭於發文後4小時更改貼文道歉，並表示提311萬劑確實有點不妥，強調自己是真心感謝日本的幫忙。

## 軼事

### 為外甥女媒體投書 刑警迅速破案
2009年9月中，葉毓蘭的外甥女江易婷求職時遭騙走帳戶做為詐財之用，因而淪為詐欺被告。為此時任警大副教授的葉毓蘭特別投書蘋果日報，寫了〈外甥女的暗夜哭聲〉，控訴「檢警沒能力」。葉毓蘭說：「檢察官這麼冷血，不能去同理這些被害人的心，與人民距離那麼遠。」當年10月，刑事局偵二隊宣佈偵破此案。

## 2020不分區立委選舉紀錄
| 2020年中華民國立法委員全國不分區及僑居國外國民當選人名單                               | 2020年中華民國立法委員全國不分區及僑居國外國民當選人名單 | 2020年中華民國立法委員全國不分區及僑居國外國民當選人名單 | 2020年中華民國立法委員全國不分區及僑居國外國民當選人名單 | 2020年中華民國立法委員全國不分區及僑居國外國民當選人名單 | 2020年中華民國立法委員全國不分區及僑居國外國民當選人名單 |
| 號次                                                                                   | 政黨                                                     | 排名                                                     | 分配得票率                                               | 當選比例                                                 | 候選名單及當選者 |
| -------------------------------------------------------------------------------------- | -------------------------------------------------------- | -------------------------------------------------------- | -------------------------------------------------------- | -------------------------------------------------------- | --- |
| 9                                                                                      | 中國國民黨                                               | 2                                                        | 38.6487%                                                 | 13/34                                                    | 曾銘宗、葉毓蘭 、李貴敏 、吳斯懷 、鄭麗文 、林文瑞 、廖婉汝 、翁重鈞 、吳怡玎 、陳以信 、張育美 、李德維 、溫玉霞 、吳敦義、謝龍介、車宜靜、牛春茹、曾文培、李玉嬋、王裕文、王桂芸、耿繼文、侯佳齡、謝瀛華、邱素蘭、張智倫、李惠蘭、連元章（僑）、許謹如、林有志、黃璉華 |
| 註：僑居國外國民以（僑）標示、競選連任者以粗體字標示、時任之區域立法委員以斜體字標示。 |                                                          |                                                          |                                                          |                                                          | |

## 外部連結
- 葉毓蘭委員 - 行政院國家永續發展委員會全球資訊網
- 游毓蘭的Facebook專頁
- YouTube上的立法委員葉毓蘭頻道
- YouTube上的游毓蘭頻道